# Декур, Жак
Жак Декур (фр. Jacques Decour, урождённый Даниэль Декурдеманш, Daniel Decourdemanche; 21 февраля 1910, Париж — 30 мая 1942, форт Мон-Валерьен) — французский писатель
, германист, педагог, журналист, эссеист, переводчик, общественный деятель и боец Сопротивления, казнённый нацистами.

## Биография
Жак Декур учился в лицее Карно в Париже и лицее Пастера в Нейи-сюр-Сен. Он начал свое обучение в области юриспруденции, но через несколько лет изменил специализацию и начал изучать немецкую литературу. Стал самым молодым студентом, сдавшим конкурсный экзамен по немецкому языку в 1932 году.
Порвав с буржуазной средой, обрёл опору в картезианстве, наследии Стендаля и Генриха Гейне. Отвергающий обывательскую успокоенность и встревоженный судьбой «блудных детей» буржуазного общества XX века, описывал их выбор между приобщением к кастовой системе (роман «Мудрец и капрал», 1930) и участием в её разрушении (рассказ «Бунт школьников», 1934), между обывательским неведением («Филистербург», 1932) и неистовыми исканиями (роман «Отцы», 1936).
В 1931 году он был назначен ассистентом французского языка в соборной гимназии (Domgymnasium) в Магдебурге в Пруссии. Там он написал свой путевой дневник «Филистербург» (1932), в котором описал угрозы национализма и «недопустимого мифа о расе».
Включившись в борьбу с фашизмом, обратился к марксизму. В 1932 году Даниэль Декурдеманш был назначен учителем немецкого языка в Реймсе, где он присоединился к французскому комсомолу. Затем его перевели в Тур, где он вступил в Французскую коммунистическую партию.
В 1937 году он был назначен профессором немецкого языка в Париже в лицее Роллена (после освобождения школа получила новое название лицей Жака-Декура в его честь). В 1938‒1939 годах был главным редактором журнала Commune («Коммюн»). Пытался противопоставить «пангерманизму» и расизму нацистов «гуманистическую Германию» Фридриха Шиллера и Людвига ван Бетховена, Готхольда Лессинга и Карла Маркса (эссе «Что такое немецкий гуманизм?», 1939).
Он присоединился к Сопротивлению и выступил организатором подпольных изданий: в 1940 году основал журнал L’Université libre («Юниверсите либр»), в 1941 году — La Pensée libre («Пансе либр»), ставшие важными публикациями в оккупированной Франции.
В 1941 году Декур стал ответственным за Национальный комитет писателей, который основал новую нелегальную газету Lettres françaises («Летр франсез»), но так и не смог увидеть его первый номер с напечатанным там «Манифестом» его авторства из-за ареста французской полицией 17 или 19 февраля 1942 года. Заключённый гестаповцами в Ла-Санте, он был казнён 30 мая 1942 года, через неделю после Жоржа Политцера и Жака Соломона. Ожидая казни в камере в форте Мон-Валерьен, он написал последнее письмо, прощаясь с теми, кого любил: своими родителями и дочерью Брижит (напечатано в книге: «Письма расстрелянных», 1946, русский перевод 1949). Смирившись со своей предстоящей смертью, он надеялся, что его жертва не будет напрасной и возложил надежды на молодёжь, призывая её внять зову «Эгмонта» Иоганна Гёте и сражаться за свободу.

## Публикации
- Philisterburg (NRF, 1932).
- Le Sage et le Caporal (Gallimard Collection blanche, 1930).
- La Révolte, NRF, March 1934, переиздано в Comme je vous en donne l’exemple… и Le Sage et le Capora, followed by Les Pères and seven other unpublished short stories" (Farrago, 2002).
- Les Pères, NRF, 1936, Farrago, Tours, 2002 *Comme je vous en donne l’exemple…  (Éditions Sociales, 1945, тексты Декура, опубликованные Луи Арагоном).
- La Faune de la collaboration, Статьи 1932—1942 (2012)